# 温特曲霉
温特曲霉（学名：Aspergillus wentii）是属于散囊菌目发菌科曲霉属的一种真菌，可生长在土壤、空气、药材、玉米种子、小豆、茶叶、霉玉米杆等基物上。该种分布于中国、印度尼西亚、阿根廷、巴哈马、孟加拉国、巴西、智利、埃及、法国、印度、伊拉克、以色列、意大利、日本、肯尼亚、利比亚、马来西亚、新西兰、秘鲁、塞拉里昂、索马里、南非、西班牙、土耳其、英国、美国等地。

## 变种
温特曲霉烟色变种（学名：Aspergillus wentii var. fumeus）是属于散囊菌目发菌科曲霉属的一种真菌，可生长在大米等基物上。该种分布于中国等地。